# 第8回カンヌ国際映画祭
第8回カンヌ国際映画祭（だい8かいカンヌこくさいえいがさい）は、1955年4月29日から5月10日にかけて開催された。

## 受賞結果
- パルム・ドール：『マーティ』（デルバート・マン）
- 審査員特別賞：『失われた大陸』（レオナルド・ボンツィ、エンリコ・グラース、マリオ・クラヴェリ）
- 監督賞：ジュールズ・ダッシン（『男の争い』）、セルゲイ・バシリエフ（『Geroite na Shipka』）
- 男優賞：スペンサー・トレイシー（『日本人の勲章』）
- 女優賞：『Bolshaya semya』の出演者全員
- 国際批評家賞：『恐怖の逢びき』（パブリート・カルヴォ）、『Raisces』（ベニート・アラズラキ）
- 劇的映画賞：『エデンの東』（エリア・カザン）

## 審査員

### コンペティション部門
- 審査委員長 
  - マルセル・パニョル （フランス/作家）
- 審査員
  - セルゲイ・ユトケーヴィッチ (ソ連/監督)
  - フアン・アントニオ・バルデム (スペイン/監督)
  - レオポルド・リントベルク (スイス/監督)
  - アナトール・リトヴァク (アメリカ/監督)
  - マルセル・アシャール (フランス/脚本家)
  - イザ・ミランダ (イタリア/女優)
  - Jacques-Pierre Frogerais (フランス/プロデューサー)
  - A・ディニュモン (フランス/芸術家)
  - レナード・モズレー (イギリス/作家)
  - Jean Nery (フランス/批評家)

## 上映作品

### コンペティション部門
| 題名 原題                                                                   | 監督                                                       | 製作国                  |
| --------------------------------------------------------------------------- | ---------------------------------------------------------- | ----------------------- |
| 日本人の勲章 Bad Day at Black Rock                                          | ジョン・スタージェス                                       | アメリカ合衆国          |
| 文なし横丁の人々 A Kid for Two Farthings                                    | キャロル・リード                                           | イギリス                |
| Biraj Bahu                                                                  | ビマル・ロイ                                               | インド                  |
| Большая семья (A Big Family)                                                | イオシフ・ヘイフィッツ                                     | ソビエト連邦            |
| Boot Polish                                                                 | プラカシュ・アロラ                                         | インド                  |
| カルメン Carmen Jones                                                       | オットー・プレミンジャー                                   | アメリカ合衆国          |
| 近松物語                                                                    | 溝口健二                                                   | 日本                    |
| 失われた大陸 Continente perduto                                             | レオナルド・ボンツィ エンリコ・グラース マリオ・クラヴェリ | イタリア                |
| Det brenner i natt!                                                         | アルネ・スコーウェン                                       | ノルウェー              |
| Die Mücke                                                                   | ワルター・ライシュ                                         | 西ドイツ                |
| 男の争い Du rififi chez les hommes                                          | ジュールズ・ダッシン                                       | フランス                |
| エデンの東 East of Eden                                                     | エリア・カザン                                             | アメリカ合衆国          |
| Героите на Шипка (Heroes of Shipka)                                         | セルゲイ・バシリエフ                                       | ソビエト連邦 ブルガリア |
| Giv'a 24 Eina Ona (Hill 24 Doesn't Answer)                                  | ソロルド・ディキンソン                                     | イスラエル              |
| Hayat ou maut (Life or Death)                                               | カマル・エル・シーク                                       | エジプト                |
| Il Segno di Venere (The Sign of Venus)                                      | ディノ・リージ                                             | イタリア                |
| Jedda                                                                       | チャールズ・ショーヴェル                                   | オーストラリア          |
| L’Oro di Napoli (The Gold of Naples)                                        | ヴィットリオ・デ・シーカ                                   | イタリア                |
| 黒い書類 Le Dossier noir                                                    | アンドレ・カイヤット                                       | フランス                |
| Liliomfi                                                                    | カーロイ・マック                                           | ハンガリー              |
| ルートヴィヒ2世 - ある王の栄光と没落 Ludwig II: Glanz und Ende eines Königs | ヘルムート・コイトナー                                     | 西ドイツ                |
| 汚れなき悪戯 Marcelino pan y vino                                           | ラディスラオ・ヴァホダ                                     | スペイン                |
| マーティ Marty                                                              | デルバート・マン                                           | アメリカ合衆国の旗      |
| 女の暦                                                                      | 久松静児                                                   | 日本                    |
| Psohlavci (Dog's Heads)                                                     | マーティン・フリック                                       | チェコスロバキア        |
| Raíces (Roots)                                                              | ベニート・アラスラキ                                       | メキシコ                |
| ロメオとジュリエット物語 Romeo i Dzhulyetta                                 | レオニード・ラヴロフスキー レフ・アルンシュタム            | ソビエト連邦            |
| Samba Fantástico                                                            | Rene Persin Jean Manzon                                    | ブラジル                |
| 千姫                                                                        | 木村恵吾                                                   | 日本                    |
| Στέλλα Stella                                                               | マイケル・カコヤニス                                       | ギリシャ                |
| 喝采 The Country Girl                                                       | ジョージ・シートン                                         | アメリカ合衆国          |
| 情事の終り The End of the Affair                                            | エドワード・ドミトリク                                     | イギリス                |
| Un Extraño en la Escalera                                                   | トゥリオ・デミケリ                                         | メキシコ キューバ       |